# آن ديو لي فيو
آن ديو لي فيو (بالفرنسية: Anne Dieu-le-Veut)‏ هي قرصانة فرنسية ولدت في يوم 28 أغسطس 1661 في بريتاني في فرنسا. تم نفيها في صغرها إلى جزيرة السلاحف في هايتي بسبب جريمة اقترفتها في فرنسا. في سنة 1684 تزوجت من القرصان بييري ليلونغ وأنجبت منه ابنة واحدة قبل أن يقتل زوجها في يوليو 1690. وفي سنة 1691 تزوجت من جوزيف شيريل وأنجبت منه ابن واحد جان فرانسوا قبل أن يموت زوجها بعد عامين. في سنة 1693 التقت بالقرصان الهولندي المشهور لورينس دي غراف والذي اجبرته على الزواج بها بعد أن هددته بقتله بعد شتمها وأهان زوجها المتوفى من قبله. وأنجبت منه طفلين بنت اسمها ماري كاثرين وابن توفي اثناء الصغر. شاركت آن بأعمال زوجها دي غراف وهاجمت كل من الإسبان والإنجليز وبعكس آن بوني فهي كانت تلبس ملابس النساء ولم تقم بإخفاء جنسها، ووصفت بالشجاعة والقسوة. وذكرت المصادر أنها توفيت في سنة 1710.